# Eulophia callichroma
Eulophia callichroma är en orkidéart som beskrevs av Heinrich Gustav Reichenbach. Eulophia callichroma ingår i släktet Eulophia och familjen orkidéer. Inga underarter finns listade i Catalogue of Life.